# Hrvatska demokratska stranka
 Ovo je glavno značenje pojma Hrvatska demokratska stranka. Za druga značenja pogledajte Hrvatska demokratska stranka (razdvojba).
Hrvatska demokratska stranka bila je stranka centra koja je djelovala u Hrvatskoj 1990-ih godina.
Osnovana je pod nazivom Hrvatski demokratski savez 4. studenoga 1989. godine, u sumrak jednostranačkog sustava u tadašnjoj Hrvatskoj. Osnovali su je antikomunistički disidenti i hrvatski domoljubi na čelu s "proljećarom" dr. Markom Veselicom, dr. Vladimirom Veselicom i Ivanom Gabelicom.
Uskoro Krešimir Pavelić, Marko Živković i Mirko Pizent istupaju iz Hrvatske demokratske stranke, čiji su bili i osnivači i ujedno članovi Središnjeg odbora. Međutim, jer je za njih bio neprihvatljiv politički program te stranke, koji je naknadno redigiran, a to na osnivačkoj skupštini nije bilo poznato, razlog za podnošenje ostavke i odlazak iz nje nalazio se u 1. članku Programske deklaracije, u kojemu je stajalo: „Hrvatska demokratska stranka (savez) organizacija je slobodnih ljudi različitih svjetonazora kojima je želja i cilj napredak SR Hrvatske SFR Jugoslavije.” Odmah po istupanju iz HDS-a Krešimir Pavelić pristupio je osnivanju poticajnog odbora koji će raditi na obnavljanju Hrvatske stranke prava. Početkom veljače 1990. poticajnomu odboru pristupio je i Ante Paradžik, koji je u međuvremenu također podnio ostavku na dužnost člana Središnjeg odbora HDS-a i ujedno istupio iz te stranke.
Na prvim demokratskim izborima za Sabor Republike Hrvatske u proljeće 1990. HDS je kao Hrvatska demokratska stranka pristupio Koaliciji narodnog sporazuma (KNS). Isto kao i KNS, HDS je dobio relativno malo mjesta u Saboru (11).
Svoj položaj je nastojao kompenzirati radikalnom kritikom Franje Tuđmana, čiju je vladu optuživao za preveliku popustljivost prema Slobodanu Miloševiću i JNA tijekom raspada SFRJ-a, odnosno početnim fazama Domovinskog rata. Također, i za nevoljkost tadašnjeg vrha HDZ-a da se razračuna s bivšim komunističkim strukturama koje su i u neovisnoj Hrvatskoj imale značajnu ulogu. Zbog rasplamsane agresije na Hrvatsku njezini predstavnici su u ljeto 1991. ušli u Vladu demokratskoga jedinstva i u njoj ostali do proljeća sljedeće godine.
U međuvremenu se kao predstavnik radikalnog hrvatskog nacionalizma nametnula Hrvatska stranka prava, pod čelništvom Dobroslava Parage, te oduzela HDS-u velik dio biračkog tijela. Marko Veselica je teško poražen na predsjedničkim izborima 1992., a HDS nije ušao u Sabor. Zbog toga je HDS odlučio da se 1992. s još jednom manjom desnom strankom - Hrvatskom kršćanskom demokratskom strankom - ujedini u Hrvatsku kršćansku demokratsku uniju. 
Doživjevši dva izborna poraza, Ivan Gabelica donosi odluku da se odvoji i osnuje Hrvatsku čistu stranku prava, što je i učinio 12. prosinca 1992. godine. 
Manji dio stranke nastavio je djelovati pod starim imenom, do potpuna utrnuća nakon 2000. godine.